# 1929
Il 1929 (MCMXXIX in numeri romani) è un anno  del XX secolo.

## Eventi

### Gennaio
- 1º gennaio – USA, Franklin Delano Roosevelt viene eletto governatore dello stato di New York
- 6 gennaio – Iugoslavia: con un colpo di Stato, re Alessandro I abroga la Costituzione.
- 10 gennaio: Tintin, un personaggio dei fumetti creato da Hergé, fa il suo debutto. Sarà pubblicato in oltre 200 milioni di copie in 40 lingue.
- 17 gennaio: Popeye ovvero Braccio di Ferro, un personaggio dei fumetti creato da Elzie Crisler Segar, appare per la prima volta con una striscia su un quotidiano.
- 18 gennaio: Stalin propone di cacciare Trotsky dal Politburo.

### Febbraio
- 1º febbraio: Italia – Imposto agli insegnanti elementari il giuramento di fedeltà al regime fascista.[1]
- 11 febbraio
  - A Parigi si apre la conferenza su i trasferimenti di beni e attrezzature che la Germania e gli Imperi Centrali (Austria-Ungheria, Bulgaria, Impero Ottomano) devono compiere in base al Trattato di Versailles dopo la vittoria degli Alleati nella prima guerra mondiale.[2]
  - Il cardinale Pietro Gasparri, rappresentante di papa Pio XI, e Benito Mussolini firmano i Patti Lateranensi, accordo bilaterale tra l'Italia e la Santa Sede.
- 13 febbraio
  - Papa Pio XI nell'allocuzione Vogliamo anzitutto ai professori e agli studenti dell'Università Cattolica del Sacro Cuore di Milano, definisce Benito Mussolini «uomo che la provvidenza ci ha fatto incontrare».
  - Alexander Fleming presenta i risultati sulla penicillina al Medical Research Club.
- 14 febbraio – Stati Uniti: Strage di San Valentino, Al Capone stermina la banda rivale di Bugsy Moran.

### Marzo
- 4 marzo – Stati Uniti: inizia la presidenza del 31º Presidente degli Stati Uniti d'America, Herbert Hoover.

### Aprile
- 8 aprile – Unione Sovietica: nell'ambito della sistematica campagna di persecuzione in atto, viene approvata una legge che assoggetta all'autorizzazione dello stato la presenza delle organizzazioni religiose.[3]

### Maggio
- 16 maggio – Stati Uniti: viene assegnato il primo Premio Oscar.
- 19 maggio – Barcellona: inaugurazione dell'Esposizione universale

### Giugno
- 3 giugno – Napoli, ha inizio l'eruzione del Vesuvio

### Luglio
- 7 luglio – Roma: la Divisione Nazionale cessa di esistere, con la finale dell'edizione 1928-29 vinta dal Bologna.

### Agosto
- 1 agosto - Verona: la squadra di calcio Hellas Verona disputa la sua prima partita nel campionato italiano della Serie A.
- 23 agosto – Palestina: dopo centinaia d'anni di convivenza pacifica, gli arabi massacrano la comunità ebraica di Hebron.
- 26 agosto – Palestina: gli inglesi, che governano la regione su mandato della Società delle Nazioni, decidono di evacuare i sopravvissuti.

### Settembre
- 5 settembre – Aristide Briand pronuncia un discorso dinanzi all'assemblea della Società delle Nazioni, nel quale prefigura la federazione degli stati europei.

### Ottobre
- 6 ottobre – Italia: in 9 città (Alessandria, Busto Arsizio, Livorno, Milano, Padova, Roma, Torino, Trieste, Vercelli) si gioca la 1ª giornata della moderna Serie A (nata in estate).
- 12 ottobre – firma della prima Convenzione di Varsavia che regola le responsabilità nei casi di trasporto remunerato di persone, bagagli o beni da parte di vettori aerei.
- 24 ottobre – Stati Uniti: inizia il crollo della Borsa valori di Wall Street, con il cosiddetto "giovedì nero" di New York, cui segue il 29 ottobre ("martedì nero"). È l'inizio della grave crisi economica mondiale.

### Novembre
- 3 novembre – Sollevazione studentesca anti-giapponese a Gwangju.
- 7 novembre – Stati Uniti: inaugurazione del MOMA a New York.
- 29 novembre – Antartide: l'esploratore statunitense Richard Byrd, partendo dalla barriera di Ross, sorvola per primo il Polo sud insieme a tre membri dell'equipaggio.

### Dicembre
- 30 dicembre – India: a Lahore il Congresso nazionale chiede l'indipendenza del Paese dalla Gran Bretagna.

### Data imprecisata o sconosciuta
- A Strasburgo sono fondati gli Annales da Lucien Febvre e Marc Bloch.
- Viene fondata la Royal Canadian Geographical Society (RCGS) (in francese: La Société géographique royale du Canada; SRGC) è una organizzazione educativa canadese senza scopo di lucro dedicata a trasmettere una conoscenza più ampia e un apprezzamento più profondo del Canada, della sua gente e dei suoi luoghi, del suo patrimonio naturale e culturale e delle sue sfide ambientali, sociali ed economiche.[4]
- Tecnologia
  - Stati Uniti: scoperta della Legge di Hubble (e dell'espansione dell'universo).
  - Zworykin dimostra il funzionamento del cinescopio, il primo tubo televisivo moderno.
  - Herbert E. Ives, dei Bell Laboratories, dimostra la possibilità di un sistema televisivo a colori.
  - A. Aftel e Lloyd Espenschied realizzano il primo cavo schermato, coassiale.

## Arte, Cultura e Spettacolo
- Cinema
  - Film del 1929

## Nati
Ci sono circa 2 250 voci su persone nate nel 1929; vedi la pagina Nati nel 1929 per un elenco descrittivo o la categoria Nati nel 1929 per un indice alfabetico.

## Morti
Ci sono circa 610 voci su persone morte nel 1929; vedi la pagina Morti nel 1929 per un elenco descrittivo o la categoria Morti nel 1929 per un indice alfabetico.

## Calendario
| Calendario 1929 | Calendario 1929 | Calendario 1929 | Calendario 1929 | Calendario 1929 | Calendario 1929 | Calendario 1929 | Calendario 1929 | Calendario 1929 | Calendario 1929 | Calendario 1929 | Calendario 1929 | Calendario 1929 | Calendario 1929 | Calendario 1929 | Calendario 1929 | Calendario 1929 | Calendario 1929 | Calendario 1929 | Calendario 1929 | Calendario 1929 | Calendario 1929 | Calendario 1929 | Calendario 1929 | Calendario 1929 | Calendario 1929 | Calendario 1929 | Calendario 1929 | Calendario 1929 | Calendario 1929 | Calendario 1929 | Calendario 1929 | Calendario 1929 |
| --------------- | --------------- | --------------- | --------------- | --------------- | --------------- | --------------- | --------------- | --------------- | --------------- | --------------- | --------------- | --------------- | --------------- | --------------- | --------------- | --------------- | --------------- | --------------- | --------------- | --------------- | --------------- | --------------- | --------------- | --------------- | --------------- | --------------- | --------------- | --------------- | --------------- | --------------- | --------------- | --------------- |
|                 | 1               | 2               | 3               | 4               | 5               | 6               | 7               | 8               | 9               | 10              | 11              | 12              | 13              | 14              | 15              | 16              | 17              | 18              | 19              | 20              | 21              | 22              | 23              | 24              | 25              | 26              | 27              | 28              | 29              | 30              | 31              |                 |
| Gennaio         | Ma              | Me              | Gi              | Ve              | Sa              | Do              | Lu              | Ma              | Me              | Gi              | Ve              | Sa              | Do              | Lu              | Ma              | Me              | Gi              | Ve              | Sa              | Do              | Lu              | Ma              | Me              | Gi              | Ve              | Sa              | Do              | Lu              | Ma              | Me              | Gi              |                 |
| Febbraio        | Ve              | Sa              | Do              | Lu              | Ma              | Me              | Gi              | Ve              | Sa              | Do              | Lu              | Ma              | Me              | Gi              | Ve              | Sa              | Do              | Lu              | Ma              | Me              | Gi              | Ve              | Sa              | Do              | Lu              | Ma              | Me              | Gi              |                 |                 |                 |                 |
| Marzo           | Ve              | Sa              | Do              | Lu              | Ma              | Me              | Gi              | Ve              | Sa              | Do              | Lu              | Ma              | Me              | Gi              | Ve              | Sa              | Do              | Lu              | Ma              | Me              | Gi              | Ve              | Sa              | Do              | Lu              | Ma              | Me              | Gi              | Ve              | Sa              | Do              |                 |
| Aprile          | Lu              | Ma              | Me              | Gi              | Ve              | Sa              | Do              | Lu              | Ma              | Me              | Gi              | Ve              | Sa              | Do              | Lu              | Ma              | Me              | Gi              | Ve              | Sa              | Do              | Lu              | Ma              | Me              | Gi              | Ve              | Sa              | Do              | Lu              | Ma              |                 |                 |
| Maggio          | Me              | Gi              | Ve              | Sa              | Do              | Lu              | Ma              | Me              | Gi              | Ve              | Sa              | Do              | Lu              | Ma              | Me              | Gi              | Ve              | Sa              | Do              | Lu              | Ma              | Me              | Gi              | Ve              | Sa              | Do              | Lu              | Ma              | Me              | Gi              | Ve              |                 |
| Giugno          | Sa              | Do              | Lu              | Ma              | Me              | Gi              | Ve              | Sa              | Do              | Lu              | Ma              | Me              | Gi              | Ve              | Sa              | Do              | Lu              | Ma              | Me              | Gi              | Ve              | Sa              | Do              | Lu              | Ma              | Me              | Gi              | Ve              | Sa              | Do              |                 |                 |
| Luglio          | Lu              | Ma              | Me              | Gi              | Ve              | Sa              | Do              | Lu              | Ma              | Me              | Gi              | Ve              | Sa              | Do              | Lu              | Ma              | Me              | Gi              | Ve              | Sa              | Do              | Lu              | Ma              | Me              | Gi              | Ve              | Sa              | Do              | Lu              | Ma              | Me              |                 |
| Agosto          | Gi              | Ve              | Sa              | Do              | Lu              | Ma              | Me              | Gi              | Ve              | Sa              | Do              | Lu              | Ma              | Me              | Gi              | Ve              | Sa              | Do              | Lu              | Ma              | Me              | Gi              | Ve              | Sa              | Do              | Lu              | Ma              | Me              | Gi              | Ve              | Sa              |                 |
| Settembre       | Do              | Lu              | Ma              | Me              | Gi              | Ve              | Sa              | Do              | Lu              | Ma              | Me              | Gi              | Ve              | Sa              | Do              | Lu              | Ma              | Me              | Gi              | Ve              | Sa              | Do              | Lu              | Ma              | Me              | Gi              | Ve              | Sa              | Do              | Lu              |                 |                 |
| Ottobre         | Ma              | Me              | Gi              | Ve              | Sa              | Do              | Lu              | Ma              | Me              | Gi              | Ve              | Sa              | Do              | Lu              | Ma              | Me              | Gi              | Ve              | Sa              | Do              | Lu              | Ma              | Me              | Gi              | Ve              | Sa              | Do              | Lu              | Ma              | Me              | Gi              |                 |
| Novembre        | Ve              | Sa              | Do              | Lu              | Ma              | Me              | Gi              | Ve              | Sa              | Do              | Lu              | Ma              | Me              | Gi              | Ve              | Sa              | Do              | Lu              | Ma              | Me              | Gi              | Ve              | Sa              | Do              | Lu              | Ma              | Me              | Gi              | Ve              | Sa              |                 |                 |
| Dicembre        | Do              | Lu              | Ma              | Me              | Gi              | Ve              | Sa              | Do              | Lu              | Ma              | Me              | Gi              | Ve              | Sa              | Do              | Lu              | Ma              | Me              | Gi              | Ve              | Sa              | Do              | Lu              | Ma              | Me              | Gi              | Ve              | Sa              | Do              | Lu              | Ma              |                 |

## Premi Nobel
In quest'anno sono stati conferiti i seguenti Premi Nobel:
- per la Pace: Frank Kellogg
- per la Letteratura: Thomas Mann
- per la Medicina: Christiaan Eijkman, Frederick Gowland Hopkins
- per la Fisica: Louis-Victor Pierre Raymond de Broglie
- per la Chimica: Hans Karl August Simon von Euler-Chelpin, Arthur Harden